# Valle (Sorbolo Mezzani)
Valle (La Vàl in dialetto parmigiano) è una frazione rurale nel comune di Sorbolo Mezzani, posta a 4 km a sud est da Colorno, a 1 km a sud da Casale di Mezzani e a 13 km nord da Parma.

## Geografia fisica
La frazione consiste in un piccolo agglomerato di abitazioni, situate immediatamente a sud dei canali Gambina e Parmetta, sulla strada comunale proveniente da Casale. Il territorio circostante è privo di edifici e ad uso prettamente agricolo.

## Origini del nome
Il toponimo deriva dal latino vallis che nel medioevo era utilizzata per indicare aree depresse e acquitrinose
.

## Storia
Il territorio a sud dell’abitato mostra ancora oggi traccia della centuriazione romana. In epoca medievale è attestata in quest’area la presenza del Po e Casale, situato poco più a nord nell’890 era un’isola dello stesso fiume. In seguito allo spostamento verso nord del corso d’acqua Casale si trovò sulla sponda destra del Po e dove un tempo scorreva il fiume rimase una depressione denominata Valle.
Nel 1526 il conte Roberto Ambrogio Sanseverino allora proprietario delle terre della Valle le alienò per il controvalore di settanta scudi d'oro a favore degli abitanti di Casale
. I terreni per alcuni secoli vennero gestiti col sistema delle comunaglie.
La Congregazione dei Comuni di Parma nel 1725 emise un regolamento che stabiliva chi avesse diritto a beneficiare dei proventi delle terre della Valle. Successivamente vennero redatte altre normative che regolavano la modalità di ripartizione tra gli aventi diritto di terre e prodotti. 
Nel XIX secolo i terreni della Valle vennero ripartiti tra i beneficiari del diritto di proprietà collettiva.
Dopo il 1860 nel territorio avvenne un'esplosione della risicoltura. Le risaie erano già presente dai tempi dei Farnese nei terreni dal drenaggio più difficoltoso, ma decaddero durante l'epoca napoleonica. Nella seconda metà del XIX secolo ripresero ad espandersi facendo sorgere discussioni sull'insalubrità di tali colture. Verso la fine del secolo, la coltivazione del riso fu però del tutto abbandonata a causa di un forte calo dei prezzi. Rimase in ogni caso il problema dell'utilizzo dei terreni più depressi che nonostante la realizzazione di diversi canali continuavano ad avere un pessimo drenaggio. Sorse un acceso dibattito sull'opportunità di eseguire nuove opere di bonifica per potere finalmente sfruttare razionalmente quei terreni. Nel 1905 venne costituito il Consorzio di bonifica Parma/Enza. Solo tra il 1910 e il 1911 saranno eseguiti i lavori risolutivi con l'ampliamento della sezione dei canali e l'edificazione di una centrale idrovora presso la chiavica del Balano a Bocca d'Enza. 